# Referendum abrogativo in Italia del 1991
Il referendum abrogativo in Italia del 1991 si tenne il 9 giugno ed ebbe ad oggetto la porzione della legge elettorale che consentiva all'elettore di esprimere, in occasione delle elezioni politiche della Camera dei deputati, fino a tre preferenze: la disciplina di risulta avrebbe così permesso l'espressione di una preferenza unica.
Benché la raccolta delle firme avesse riguardato anche altri due quesiti volti ad imprimere elementi di sistema maggioritario nella legge che regolava le elezioni politiche, solo il quesito sulla preferenza unica sopravvisse al vaglio della Corte costituzionale e fu sottoposto al corpo elettorale, che lo accolse a larga maggioranza.

## Storia del movimento per l'introduzione del sistema elettorale maggioritario in Italia
Nel gennaio 1988, dopo annose discussioni e iniziative sfortunate, il politico democristiano Mario Segni con altri 30 esponenti di primo piano del mondo dell'economia, del sindacalismo, della cultura (fra gli altri Carlo Bo, Umberto Agnelli, Luca Cordero di Montezemolo, Rita Levi-Montalcini, Giuseppe Tamburrano, Antonino Zichichi) lanciò il Manifesto dei 31, con il quale si chiedeva l'introduzione di una legge elettorale uninominale a doppio turno ispirata al modello francese.
Il 14 gennaio Segni annunciò che dal Manifesto sarebbe nato un nuovo movimento di opinione. Il 22 aprile nacque a Roma il Movimento per la Riforma Elettorale e vi aderiscono circa 130 personalità, di cui la metà parlamentari. L'idea iniziale era quella di raccogliere le firme per una iniziativa di legge popolare, finché un anno dopo si fece strada l'idea di agire per via referendaria.
Il 1º febbraio 1990 Segni ed altri depositarono presso la Corte di Cassazione la richiesta di referendum per eliminare nella legge elettorale per il Senato quella norma che rendeva i 238 collegi uninominali effettivi solo se un candidato raggiungeva il 65% dei voti. L'elezione dei senatori avveniva, teoricamente, con criterio uninominale, ma a causa della soglia percentuale troppo alta si tornava a una ripartizione proporzionale in ambito regionale. Con il referendum, tolto di mezzo il tetto minimo del 65%, sarebbe diventato senatore (per i tre quarti dei seggi riservati al sistema maggioritario) chi avesse avuto la maggioranza relativa.
Un secondo referendum venne depositato alla Cassazione una settimana dopo per chiedere l'abrogazione della preferenza plurima per la Camera dei deputati e avere così un proporzionale puro con un'unica preferenza per elettore, in modo da evitare il sistema delle cosiddette cordate tra candidati e la conseguente corruzione nella cattura dei voti.
Il 13 marzo venne depositata una terza richiesta di referendum volta ad estendere il sistema elettorale maggioritario dei Comuni con popolazione inferiore ai 5.000 abitanti anche a quelli superiori.
Il 10 aprile partì la raccolta delle firme, e il 2 agosto in Cassazione furono depositate circa 600.000 firme a quesito.
Il leader radicale Marco Pannella ci tenne a distinguere l'obiettivo dei radicali rispetto a quello degli altri partiti: «È pregiudiziale che respingiamo di accogliere fra noi chi vuole usare il referendum per risultati opposti a quelli per i quali lo chiediamo. È un punto pregiudiziale di chiarezza, e di lealtà, verso l'opinione pubblica, il dovere di una politica leale e chiara».
Il messaggio era diretto soprattutto al PDS e al PLI che pur sostenendo il referendum elettorale, proponevano riforme diverse dal sistema maggioritario ad un turno.
Il grosso del Palazzo reagì all'iniziativa con molta ostilità: Bettino Craxi precisava che la sua «grande riforma» era ben altra cosa, definendo i referendum «pericolosi», così come la segreteria democristiana e Giorgio La Malfa che dichiararono la propria contrarietà. Oltre a quello radicale, Segni raccolse consensi importanti: si schierarono con lui Ciriaco De Mita, una parte del PDS vicina al segretario Achille Occhetto e una parte dei liberali.
C'era stata inoltre una polemica di Pannella con Segni e gli altri promotori di area cattolica e comunista: i radicali avrebbero preferito promuovere solo i referendum nettamente maggioritari su Senato e Comuni per non offrire alla Corte costituzionale la «scappatoia» di ammettere il quesito meno significativo, quello sulla preferenza unica; tuttavia il Partito Radicale che pur aveva obiezioni anche di merito sul referendum relativo alla preferenza unica contribuì alla raccolte firme.

## La caducazione di due quesiti su tre
Il Governo ricorse presso la Corte costituzionale, che il 17 gennaio 1991 bocciò due quesiti referendari, salvando solo quello sull'abrogazione della preferenza plurima alla Camera. Furono respinti dalla Corte i due quesiti referendari che miravano all'introduzione del sistema maggioritario nelle leggi elettorali dei Comuni e del Senato, per cui la consultazione popolare avvenne solamente sul quesito sulle preferenze plurime nelle elezioni per la Camera dei deputati.
L'argomento della Corte sull'inammissibilità degli altri quesiti (impossibilità di lasciare un organo elettivo senza una legge funzionante per il suo rinnovo) fu utilizzato per proporre una surrettiza modifica ad un disegno di legge Mancino (atto Senato n. 1776, che si limitava, in origine, a cambiare la base di calcolo della cifra elettorale individuale dei candidati): con un'iniziativa emendatizia ideata da Giuseppe Calderisi si aggiunse l'esplicitazione del principio maggioritario nella norma del Senato che faceva ottenere il seggio a chi superava il 65% nel collegio uninominale: la mera eliminazione di questo quorum del 65%, proposta nel quesito per il quale gli stessi movimenti referendari raccolsero le firme nel 1992, non poté quindi ricadere nella medesima obiezione della «legge costituzionalmente necessitata», perché senza quel quorum la legge esisteva e consisteva nel maggioritario uninominale. La Corte, nel gennaio 1993, ammise il quesito e il 18 aprile il referendum elettorale si svolse e conseguì il suo maggiore successo.

## Riduzione preferenze Camera dei deputati
Fu ammesso il solo quesito sulla riduzione dei voti di preferenza, da tre a uno, nelle elezioni per la Camera dei deputati. Esso era stato comunque promosso da Mario Segni e dal Manifesto dei 31.
Il 15 maggio 1991, presso il cinema Metropolitan di Roma, si tenne il comizio referendario a cui parteciparono, oltre a Segni, Achille Occhetto e il repubblicano Oscar Mammì. L'arma che molti partiti utilizzarono per contrastare la consultazione referendaria sulla preferenza unica per la Camera dei deputati fu l'appello ai cittadini per l'astensione. Celebri gli inviti di Craxi, Bossi ed altri ad «andare al mare» la domenica, invece di recarsi al seggio elettorale, mentre De Mita disertò il referendum (dopo un iniziale appoggio) bollandolo come «una cavolata».
Nonostante questo, il 9 giugno gli italiani andarono a votare (62,50% degli aventi diritto) e si espressero favorevolmente al cambiamento in misura straordinariamente larga: i «sì» superarono abbondantemente la maggioranza assoluta degli elettori con il 95,57% dei consensi. Questo significò che, se anche tutti quelli che non si erano recati alle urne vi fossero andati e avessero votato «no», il risultato non sarebbe cambiato.
Secondo alcuni osservatori, la maggior parte degli elettori che votò «sì» non sapeva bene di cosa si trattasse, e quali conseguenze comportasse il quesito referendario: capì soltanto che i capi dei partiti tradizionali di Governo erano contrari alla preferenza unica, e poiché non piaceva a loro doveva essere una cosa buona, meritando un «sì» entusiastico.
La svolta della preferenza unica fu storica perché evidenziò la necessità della fine della partitocrazia e in ogni caso una profonda disaffezione dei cittadini italiani verso le strutture partitiche come configurate fino all'inizio degli anni novanta. Il referendum diventò anche uno strumento di rivolta morale degli italiani verso la degenerazione partitocratica della politica. Lo schieramento che appoggiò l'iniziativa referendaria fu non a caso trasversale.

## Quesito
Quesito: «Volete Voi abrogare il decreto del Presidente della Repubblica 30 marzo 1957, n. 361 (Approvazione del testo unico delle leggi recanti norme per la elezione della Camera dei deputati), limitatamente alle parti seguenti: art. 4, terzo comma, limitatamente alle parole "attribuire preferenze, per"; art. 58, secondo comma, limitatamente alle parole "e indicando in ogni caso le modalità e il numero dei voti di preferenza che l'elettore ha facoltà di esprimere"; art. 59, secondo comma, limitatamente alle parole "Il numero delle preferenze e di tre, se i deputati da eleggere sono fino a 15; di quattro, da 16 in poi;"; art. 60, primo comma, limitatamente alle parole "nelle apposite righe tracciate" e limitatamente alle parole "dei candidati preferiti, compresi nella lista medesima"; sesto comma: "Se l'elettore non abbia indicato alcun contrassegno di lista ma abbia scritto una o più preferenze per candidati compresi tutti nella medesima lista, s'intende che abbia votato la lista alla quale appartengono i preferiti."; settimo comma: "Se l'elettore abbia segnato più di un contrassegno di lista, ma abbia scritto una o più preferenze per candidati appartenenti ad una soltanto di tali liste, il voto è attribuito alla lista cui appartengono i candidati indicati"; ottavo comma, limitatamente alle parole "al numero stabilito per il Collegio" e limitatamente alle parole "rimangono valide le prime"; art. 61; art. 68, primo comma, punto 1), limitatamente alle parole "il numero progressivo della lista per la quale è dato il voto ed il cognome dei candidati ai quali è attribuita" e limitatamente alle parole "o il numero dei candidati stessi nella rispettiva lista secondo l'ordine di presentazione,"; art. 76, primo comma, n. 1) limitatamente alla parola "61"?».

## Posizione dei partiti
Si presentano di seguito le posizioni dei principali partiti politici in merito al quesito:

### Sì
- Partito Democratico della Sinistra
- Partito Liberale Italiano
- Partito Repubblicano Italiano
- Movimento Sociale Italiano
- Rifondazione Comunista
- Federazione dei Verdi
- La Rete

### No
- Partito Socialista Democratico Italiano

### Astensione
- Partito Socialista Italiano
- Lega Nord

### Libertà di voto
- Democrazia Cristiana
- Partito Radicale
- Democrazia Proletaria

## Risultati
| Sì                      | 26 896 979 | 95,57 |  |  |  |  |  |  |
| No                      | 1 247 908  | 4,43  |  |  |  |  |  |  |
| Totale                  | 28 144 887 | 100   |  |  |  |  |  |  |
|                         |            |       |  |  |  |  |  |  |
| Schede bianche          | 574 744    | 1,94  |  |  |  |  |  |  |
| Schede nulle            | 890 004    | 3,01  |  |  |  |  |  |  |
| Votanti                 | 29 609 635 | 62,50 |  |  |  |  |  |  |
| Elettori                | 47 377 843 |       |  |  |  |  |  |  |
|                         |            |       |  |  |  |  |  |  |
| Esito: Quorum raggiunto |            |       |  |  |  |  |  |  |